# Gunning transceiver logic
Gunning transceiver logic (GTL) és un tipus de senyalització lògica que s'utilitza per conduir els busos electrònics de la placa posterior. Té una variació de tensió entre 0,4 volts i 1,2 volts, molt inferior a la que s'utilitza en la lògica TTL i CMOS, i una terminació resistiva paral·lela simètrica. La freqüència màxima de senyalització s'especifica com a 100 MHz, tot i que algunes aplicacions utilitzen freqüències més altes. GTL està definit per l'estàndard JEDEC JESD 8-3 (1993) i va ser inventat per William Gunning mentre treballava per a Xerox al Centre de Recerca de Palo Alto.
Tots els autobusos frontals d'Intel utilitzen GTL. A partir de 2008, GTL en aquests FSB té una freqüència màxima d'1,6 GHz. El bus frontal dels microprocessadors Intel Pentium Pro, Pentium II i Pentium III utilitza GTL+ (o GTLP) desenvolupat per Fairchild Semiconductor, una versió actualitzada de GTL que ha definit velocitats de variació i nivells de tensió més alts. AGTL+ significa lògica de transceptor Gunning assistida o lògica de transceptor Gunning avançada. Aquests són derivats de senyalització GTL utilitzats pels microprocessadors Intel.